# 우 탱 클랜
우 탱 클랜(Wu-Tang Clan)은 미국의 힙합 그룹이다.
미국 뉴욕을 중심으로 해서 활발히 활동했으며, 멤버로는 RZA, GZA, Raekwon, U-God, 고스트 페이스킬라, Inspectah Deck, 메소드 맨, Masta Killa, 올 더티 바스타드로 총 9명이다. 그들은 모두 멀티 플래티넘급 앨범들을 발매했으며, 그래미 어워드의 수상자이기도 하다. 또한 사업가이며, 작곡가이기도 하다. 또한 300명이 넘는 "Wu-Fam"이라는 크루가 있다.

## 랩 스타일
많은 뉴욕 출신 래퍼들이 그러하듯이 이들 역시 쿨 지 랩의 스타일을 기반으로 시작해서 자신들만의 Raw한 플로우를 만들어갔다. 정신없으면서도 화려하고 날렵한 랩핑을 주무기로 써온 우 탱 클랜은 피아노나 베이스로 전개되는 골든 에라 시대의 본보기를 실현시켰다. 또한 1990년대 초반 신시사이저의 대유행으로 화려한 랩핑보다 나긋나긋한 신시사이저음과 닥터 드레의 일명 G-펑크와 서부만의 갱스터 힙합이 대세이던 시절, 우 탱 클랜의 등장은 침체되었던 뉴욕의 동부 힙합을 다시 차트위에 올리게 되는 계기가 되었다.

## 구성원
RZA
- 본명 로버트 디그스(Robert Diggs)
- 솔로 데뷔 1998년 1집 앨범 [Bobby Digital In Stereo]

GZA
- 본명 게리 그라이스(Gary Grice)
- 솔로 데뷔 1991년 1집 앨범 [Words From The Genius] (우 탱 클랜 결성 전에 발표한 앨범)

올 더티 바스타드 (사망)
- 본명 러셀 타이론 존스(Russell Tyrone Jones)
- 솔로 데뷔 1995년 1집 앨범 [Return to the 36 Chambers : The Dirty Version]

고스트 페이스킬라
- 본명 데니스 콜스(Dennis Coles)
- 솔로 데뷔 1996년 1집 앨범 [Ironman]

메소드 맨
- 본명 클리퍼드 스미스(Clifford Smith)
- 솔로 데뷔 1994년 1집 앨범 [Tical]

Raekwon
- 본명 코리 우즈(Corey Woods)
- 솔로 데뷔 1995년 1집 앨범 [Only Built 4 Cuban Linx]

Inspecta Deck
- 본명 제이슨 헌터(Jason Hunter)
- 솔로 데뷔 1999년 1집 앨범 [Uncontrolled Substance]

Masta Killa
- 본명 엘긴 이밴더 터너(Elgin Evander Turner)
- 솔로 데뷔 2004년 1집 앨범 [No Said Date]

U-GOD
- 본명 러몬트 조디 호킨스(Lamont Jody Hawkins)
- 솔로 데뷔 1999년 1집앨범 [Golden Arms Redemption]

### Wu Fam
정식 멤버 9명 외에 그 산하에는 수백명의 구성원들이 우팸(Wu-Fam)을 이루고 있다. 이들 중에는 음악과 관련이 없는 사람도 있으나, 자기들끼리 그룹을 이루거나 솔로로 앨범을 내는 사람들은 Rza의 프로듀싱 아래 다른 멤버들의 도움을 받아 나름대로 많은 인기를 얻고 있다.
맴버:Blue Rasberry,Tekitha,Gravediggaz, Sunz of Man, Killarmy, Shyheim, Killa Priest 등등

## 발자취

### 그룹 결성
이들은 처음에 RZA가 조직하여 구성된 그룹이었다.특히 그룹 이름은 그들이 중국 쿵푸 영화에서 영감을 얻었다고 한다.

### 데뷔 초기
데뷔 앨범인 [Enter the Wu-Tang]은 등장과 함께 굉장한 센세이션을 일으켰고, 90년대 초중반 힙합을 우탱의 것으로 만들어버렸다. 이 앨범은 각 음악 전문지로부터 만점을 받으며 1990년대 최고의 힙합앨범으로 꼽혔다. 또한 [Enter the Wu-Tang]이 발표된뒤 Rza의 총프로듀싱 아래 계획된 1차 솔로프로젝트는 음악적으로나 상업적으로나 대성공을 이루었다. 하지만 97년 [Wu-Tang Forever]와 함께 우탱의 2차솔로프로젝트는 1차만큼 영향력을 발휘하지 못했다. 이미 팬들은 우탱의 사운드에 지쳐있었고, 우탱은 서서히 하향곡선을 그렸다. 솔로 아티스트로서는 Ghostface Killah가 계속해서 호평을 받았다.

### 불화
그들이 2000년대로 넘어오면서 서로간에 불화가 생기기 시작했다. 특히 멤버중 한명인 RZA는 5집앨범 [8diagrams]를 제작하면서 헤비한 기타 연주의 비트만 선호하며, 다른 멤버들을 무시한다하여 차질이 빚어졌다.

### 죽음
2004년 Ol' 올 더티 바스타드가 뉴욕 맨해튼에 있는 녹음실에서 컴백앨범을 제작하던 중 가슴 통증을 호소해 응급치료했으나 숨을 거뒀다.

## 음반 목록

### 정규 앨범
- Enter the Wu-Tang (1993)
- Wu-Tang Forever (1997)
- The W (2000)
- Iron Flag (2001)
- 8 Diagrams (2007)
- A Better Tomorrow (2014)

### 대표곡
- "C,R,E,A,M"
- "Wu-Tang Clan Ain't Nuthing Ta F' Wit"
- "Triumph"